# Parafia św. Mikołaja w Młodojewie
Parafia Świętego Mikołaja w Młodojewie – jedna z 9 parafii leżąca w granicach dekanatu słupeckiego. Erygowana w 1415 roku.